# أناندا (ألبوم)
 أناندا  هو الألبوم الثامن للمغنية المكسيكية باولينا روبيو وصدر في سبتمبر/أيلول من العام 2006. وحقق انتشاراً واسعاً في أميركا اللاتينية والولايات المتحدة وباع حوالي 3 ملايين نسخة. الأغنية الأولى من الألبوم والتي صدرت منفردة هي Ni Una Sola Palabra أو كما بالعربية «ولا كلمة واحدة».
تضمن الألبوم 13 أغنية وهي:
- Ni Una Sola Palabra
- Nada Puede Cambiarme
- Ayúdame
- N.O
- Que Me Voy a Quedar
- Aunque No Sea Conmigo
- No Te Cambio
- Retrato
- Miénteme Una Vez Más
- Hoy
- Lo Que Pensamos
- Tú y Yo
- Sin Final